# Ximo Puig
Joaquim Francesc Puig i Ferrer, més conegut com a Ximo Puig   (Morella, 4 de gener de 1959), és un polític valencià que va exercir com a president de la Generalitat Valenciana des del 2015 fins al 2023 i com a secretari general del PSPV-PSOE entre el març del 2012 i el febrer del 2024.

## Biografia
Va iniciar els estudis universitaris de Ciències de la Informació tot i que abans de finalitzar-los s'incorporà a la professió com a periodista a mitjans com l'Agència EFE, Radio Popular, Antena 3 i el diari Mediterraneo. Militant del Partit Socialista del País Valencià (PSPV), ha ocupat diversos càrrecs com ara el de diputat provincial, autonòmic i estatal; així com director de gabinet de Presidència i director general de la Generalitat Valenciana; fou també batle de Morella (els Ports) des del 1995 fins al 2012. A les Corts Valencianes ha estat síndic portaveu del Grup Socialista i vicepresident. Ximo Puig és defensor d'un accent més valencianista i sensible a la realitat nacional del País Valencià dins el PSPV.

### Inicis polítics
El 1983 encapçala per primera vegada la candidatura socialista a l'Ajuntament de Morella, quedant derrotat per només 11 vots de diferència del candidat guanyador: Francisco Blasco del Partit Demòcrata Liberal, qui anys més tard s'afilià al PSPV. El mateix 1983 també forma part de les llistes per Castelló a les eleccions a Corts Valencianes, aconseguint l'acta de diputat en la primera legislatura autonòmica, esdevenint el diputat més jove de la cambra.
La seua condició de regidor el permet també ser diputat provincial de la Diputació de Castelló com a responsable de Cultura en l'equip de govern del president Francisco Solsona. El 1987 però renuncià tant al càrrec de diputat provincial com de diputat a les Corts per ser nomenat director general de Relacions Institucionals i Informatives de la Generalitat Valenciana i, posteriorment, director del gabinet del president Joan Lerma, fins a juliol del 1995 moment en què els socialistes perden el govern en favor d'Eduardo Zaplana (PP).

### Alcaldia de Morella
Ximo Puig, que havia sigut regidor a l'Ajuntament de Morella de forma ininterrompuda des de les eleccions de 1983, aconsegueix la batllia a les eleccions de 1995 i la revalida de forma ininterrompuda amb majories absolutes a les eleccions de 1999, 2003, 2007 i 2011.
El 1995 torna a ser triat diputat provincial i exerceix com a portaveu del PSPV i cap de l'oposició al president Carlos Fabra del PP. A les eleccions a les Corts Valencianes de 1999 va encapçalar les llistes per la circumscripció de Castelló i un any després va substituir Antoni Asunción com a Síndic-portaveu del Grup Parlamentari Socialista al parlament valencià.
Va repetir al capdavant de les llistes del PSPV per Castelló a les eleccions de 2003 i durant aquella legislatura va ocupar la vicepresidència segona de les Corts i va ser ponent de la reforma de l'Estatut Valencià de 2006. A les eleccions de 2007 va ocupar el segon lloc de la llista per Castelló i durant el període legislatiu fou Síndic adjunt del grup socialista que liderava primer Joan Ignasi Pla i després Ángel Luna.

### Secretari General del PSPV
El 2008, en un context de crisi que el PSPV arrossegava des de la derrota contra el Partit Popular de Eduardo Zaplana el 1995, va presentar per primera vegada la seua candidatura a dirigir el partit al XI Congrés Nacional sense aconseguir derrotar el secretari general Jorge Alarte. Quatre anys més tard, amb Alarte molt debilitat després d'assumir l'enèsima derrota socialista front la hegemonia del PP a les eleccions de 2011, Ximo Puig aconsegueix la secretaria general del PSPV al XIIè Congrés celebrat el març de 2012.
Ximo Puig pren les regnes del partit i cedeix l'alcaldia de Morella, 17 anys després, en favor del jove regidor Rhamsés Ripollés. L'oposició al govern del PP a la Generalitat Valenciana, amb Francisco Camps al capdavant, l'exercirà com a diputat al Congrés, una acta que va obtenir a les eleccions Generals espanyoles de 2011. Des de les Corts, el Síndic era Antonio Torres.

### Presidència de la Generalitat Valenciana
Puig torna a encapçalar la llista electoral per Castelló a les Eleccions Autonòmiques del 24 de maig de 2015, ara com a candidat a la presidència de la Generalitat Valenciana. Per primera vegada des del 1999 i després de vint anys de governs conservadors, el Partit Popular de la Comunitat Valenciana va perdre la majoria absoluta. Aquesta situació permeté que s'obrís escenari nou on els partits de l'esquerra (PSPV-PSOE, Coalició Compromís i Podem) sumaven majoria absoluta.
Les negociacions no foren fàcils, ja que malgrat que els socialistes foren la força més votada de l'esquerra perderen 10 diputats, passant dels 33 de l'anterior legislatura als 23. D'altra banda, Compromís aconseguí un resultat històric i es quedà només a 4 escons dels socialistes. En aquest context, i amb el pretext que la suma dels diputats de Compromís i Podem era superior a la dels escons del PSPV, la líder de la formació nacionalista Mónica Oltra, no es tancà les portes a governar un Consell presidit per ella. Els socialistes valencians consideraven que la Presidència era innegociable, fet pel qual les negociacions foren molt tenses i turbulentes.
Finalment, els tres partits polítics signaren un acord anomenat Acord del Botànic, on posaven les bases programàtiques d'un nou govern de progrés a la Generalitat Valenciana. Podem decidí no formar part del nou executiu, però es comprometé a donar-hi suport extern i a votar la investidura del nou president de la Generalitat. Compromís decidí finalment proposar com a candidat a la Presidència Ximo Puig, la qual cosa possibilità que fos investit President de la Generalitat Valenciana el 25 de juny de 2015 amb els vots de Compromís i part dels de Podem.

### Després de la presidència
A les eleccions a les Corts Valencianes de 2023 va sorgir un govern de la Generalitat valenciana format per PP i Vox, pel que va perdre la presidència. Puig va mantindre l'escó a les Corts tot i que no va ostentar el càrrec de síndic del grup parlamentari, i per tant el lideratge de l'oposició al nou govern de Carlos Mazón. A més a més va ser nomenat senador al Senat espanyol per designació de les Corts. Finalment va renunciar a ambdós llocs així com a la secretaria general del partit per tal de ser nomenat ambaixador d'Espanya a l'OCDE, un càrrec que desenvoluparà a París.
El març de 2024 es va celebrar el congrés extraordinari del PSPV a Benicàssim per tal de nomenar a la nova secretària general en substitució de Puig: Diana Morant.

## Vida personal
Està casat i té dos fills.